# Les Chroniques de Patrice Dumby
 (juin 2023).
La mise en forme du texte ne suit pas les recommandations de Wikipédia : il faut le « wikifier ».
Les points d'amélioration suivants sont les cas les plus fréquents :
- Les titres sont pré-formatés par le logiciel. Ils ne sont ni en capitales, ni en gras.
- Le texte ne doit pas être écrit en capitales (les noms de famille non plus), ni en gras, ni en italique, ni en « petit »…
- Le gras n'est utilisé que pour surligner le titre de l'article dans l'introduction, une seule fois.
- L'italique est rarement utilisé : mots en langue étrangère, titres d'œuvres, noms de bateaux, etc.
- Les citations ne sont pas en italique mais en corps de texte normal. Elles sont entourées par des guillemets français : « et ».
- Les listes à puces sont à éviter, des paragraphes rédigés étant largement préférés. Les tableaux sont à réserver à la présentation de données structurées (résultats, etc.).
- Les appels de note de bas de page (petits chiffres en exposant, introduits par l'outil «  Source ») sont à placer entre la fin de phrase et le point final[comme ça].
- Les liens internes (vers d'autres articles de Wikipédia) sont à choisir avec parcimonie. Créez des liens vers des articles approfondissant le sujet. Les termes génériques sans rapport avec le sujet sont à éviter, ainsi que les répétitions de liens vers un même terme.
- Les liens externes sont à placer uniquement dans une section « Liens externes », à la fin de l'article. Ces liens sont à choisir avec parcimonie suivant les règles définies. Si un lien sert de source à l'article, son insertion dans le texte est à faire par les notes de bas de page.
- La présentation des références doit suivre les conventions bibliographiques. Il est recommandé d'utiliser les modèles {{Ouvrage}}, {{Chapitre}}, {{Article}}, {{Lien web}} et/ou {{Bibliographie}}. Le mode d'édition visuel peut mettre en forme automatiquement les références.
- Insérer une infobox (cadre d'informations à droite) n'est pas obligatoire pour parachever la mise en page.

Pour une aide détaillée, merci de consulter Aide:Wikification.
Si vous pensez que ces points ont été résolus, vous pouvez retirer ce bandeau et améliorer la mise en forme d'un autre article.
 (mai 2024).
 (août 2024).
Les Chroniques de Patrice Dumby sont une série de romans de Michel Mourlet, formée de cinq livres : Chronique tranquille de Patrice Dumby (1976), Patrice et les bergères (1977), Les Filles de l’eau (1985), La Chambre noire (1991) et Une Promenade en tilbury, inédite en français, dont la traduction anglaise a été publiée sous le titre A Jaunt in aTilbury (2019).

## Origine et contenu

### Le personnage
Ces « chroniques » mettent en scène un personnage récurrent, Patrice Dumby, sorte de double de l’auteur, mais tenu à distance par celui-ci, qui ne se prive pas, le cas échéant, d’ironiser sur son compte ou de le critiquer.
Michel Mourlet, dans Une Vie en liberté, raconte comment lui est venue, à Nice, dans les années 60, l'idée de ce personnage : "C'est dans ce creuset chauffé par le soleil qu'a définitivement pris forme le personnage de Patrice Dumby et que m'est venue l'envie de dérouler en toute liberté - de forme, de longueur, de substance : parfois fiction pure, vérité personnelle souvent - la chronique de son existence solaire, tissée d'aventures amoureuses, de voyages, de songeries, d'idées fixes."
Ce Dumby est présenté comme un vieux camarade de l’auteur : ils se sont connus dans les tout débuts de leur vie d’adultes, à Cannes, sur la Croisette. Dumby raconte à l’auteur ses aventures personnelles ou des histoires auxquelles il a été mêlé de près ou de loin, lui confie ses états d’âme et ses pensées. L’auteur les met en forme et parfois les commente. Distinguer dans ces livres ce qui relève de la fiction pure, de la fiction mêlée d’autobiographie ou de l’autobiographie intégrale se révèle pratiquement impossible, sauf, on peut le supposer,, si l’on posait la question à l’auteur.

### Description succincte
La première chronique possède la particularité d'être composée de nouvelles tenant lieu de chapitres, dont quatre avaient été antérieurement publiées dans les Cahiers de la Table Ronde : "Happy Birthday to you" , "La Dame à la péniche", "Amélie", "Amoureuse Pologne". (On retrouvera ultérieurement Patrice Dumby en 2005, héros de deux nouvelles dans La Revue littéraire éditée par Léo Scheer.)
La deuxième, Patrice et les bergères, est une histoire d'amour qui finit mal, entre Dumby et une actrice de la Comédie-Française. Dans ine étude consacrée à la Chanson de Maguelonne du même auteur, Jean Parvulesco a noté le pessimisme de Mourlet, dans ses ouvrages dramatiques et romanesques, quant à la passion amoureuse. Les Filles de l'eau présentent le tableau inverse et plus apaisé d'une chronique estivale, tandis que la Chambre noire renoue avec le tragique à la faveur de thèmes de société tels que l'écologie, le rôle de la police, la sincérité politique. La cinquième des chroniques publiées à ce jour (mai 2024), encore inédite en français, a été éditée en version anglaise. Elle se présente sous la forme d'un roman épistolaire "didactique" : échange de lettres entre Dumby et une étudiante résidant à Mayotte.
Au départ plutôt axée sur la recherche pour soi-même d’un art de vivre égotiste mais néanmoins ouvert et curieux de tout et de tous , l’évolution du personnage au fil des livres et des années paraît aller dans le sens d’une plus grande attention portée à ce qui l’entoure, notamment à ce qu’il considère comme des erreurs politiques, et à l’état de la société. Cette ouverture à la cité et à l’historicité est particulièrement sensible dans la quatrième « Chronque », la Chambre noire, dont le romancier et journaliste Éric Deschodt a pu écrire : « les tares de l’époque apparaissent d’autant plus irréparables que Michel Mourlet contrôle parfaitement l’ironique fureur qu’il emploie à les dépeindre. »

## Réception par la critique
Le critique belge Pol Vandromme a résumé à sa manière l’esprit du personnage : « C’est le frère jumeau du Guillaume Francoeur d’André Fraigneau, dans le cousinage des fils de roi de Gobineau. Un naturel aristocratique. La vie avec lui ne stagne jamais ; il la traverse soit en planant, soit en galopant, étranger à ce qui l’alourdit, les morales sociales et politiciennes, la vulgarité ; impétueux et désinvolte, brusque et nonchalant, avec la grâce de Chérubin et le détachement de Gilles. »
 Non pas jumeau, mais « frère cadet » de Guillaume Francoeur, tel le voit Jacques de Ricaumont, qui se réfère aussi à Stendhal, dans la Revue des deux mondes.
Dans sa chronique littéraire du Journal du Dimanche consacrée à Patrice et les bergères, Michel Déon, plutôt qu’un frère de Francoeur, voit plutôt en Dumby un petit-fils du Barnabooth de Larbaud.
Dans Le Point, Bruno de Cessole aperçoit lui aussi en Larbaud et Fraigneau les pères spirituels de Dumby, mais il y ajoute Paul Morand.
Le critique du quotidien L’Alsace, Patrice Hovald, quant à lui, évoquait comme certains de ses confrères un ton stendhalien du récit, mais a récusé toute influence: « Mourlet est pur. Et seul. Il est son propre moment. À tout instant recommencé et différent. »
Si l’on dresse un bilan des articles consacrés à la série des Chroniques de Patrice Dumby,  on note que la plupart appartiennent à des organes de presse classés à droite ou au centre droit, contre deux seulement situés à gauche : Le Matin et L’Événement du Jeudi.

## Liste des Chroniques
- I. Chronique tranquille de Patrice Dumby, Société de Production littéraire, 1976.
- II. Patrice et les bergères, Société de Production littéraire, 1977.
- III. Les Filles de l'eau, La Table Ronde, coll. Vermillon, 1985.
- IV. La Chambre noire, Manya, 1991.
- V. A Jaunt in aTilbury (Une Promenade en tilbury), trad. d'Elise Kendall, inédit en français, Amazon Fulfillment, FU Press, 2020.